# Mitchel Musso
Pour les articles homonymes, voir Musso.
Mitchel Tate Musso (né le 9 juillet 1991 à Garland au Texas) est un acteur, chanteur et musicien américain. Il est surtout connu pour ses trois rôles dans les séries Disney Channel : Oliver Oken / MicroFun Lee dans Hannah Montana, Jeremy Johnson dans Phinéas et Ferb et le roi Brady dans Paire de rois.
En parallèle, il a prêté sa voix à DJ dans le film d'animation Monster House et a également joué dans des téléfilms pour Disney Channel comme Calvin et Tyco (2005) ou Un costume pour deux (2009). Le premier album studio de Musso (Mitchel Musso) est sorti le 2 juin 2009. L'album s'est retrouvé en dix-neuvième position sur le Billboard 200.

## Biographie

### Enfance
Mitchel Tate Musso est né le 9 juillet 1991 à  Garland (Texas). Il vit la majeure partie du temps à Dallas, au Texas avec ses parents, Samuel Musso II et Katherine (née Moore) Musso ainsi que ses deux frères, Mason, du groupe Metro Station et Marc, un acteur. Il commence sa carrière en tournant de nombreuses scènes dans des publicités en 2002, alors qu'il n'est âgé que de 11 ans.

### Comme acteur
En 2003, il se fait repérer en jouant un second rôle dans Le secret des frères Mc Cann avec Robert Duvall et Michael Caine. Il côtoie également dans la distribution Haley Joel Osment, petit génie de la comédie repéré dans Le 6e sens. Clin d'œil du hasard : il jouera aux côtés de la sœur d'Haley, Emily Osment dans Hannah Montana. Dans ce film, il partage aussi l'affiche avec son jeune frère Marc. Il enchaîne ensuite avec le pilote d'une série intitulée Hidden Howie, où il incarne le fils de Howie, mais la série ne fonctionne pas.
En 2006, Mitchel Musso se lance dans le doublage. Il fait d'abord une voix dans le film d'animation pour enfants Monster House. Puis, il réitère l'expérience dans Les Rois du Texas, une série d'animation satirique que l'on doit au créateur de Beavis et Butthead. Il obtient, la même année, son rôle d'Oliver Oken dans Hannah Montana. La série diffusée sur Disney Channel (puis dans KD2A en France) connaît un succès immédiat. Au point même qu'un film tiré de la sitcom est sorti en première mondiale le 2 avril à Los Angeles. Malheureusement, lors du tournage d'Hannah Montana, le film, Mitchel n'a pas été un des personnages principaux comme il est dans la série, car il commençait sa carrière de chanteur. Depuis 2007, il a un rôle récurrent (voix-off) dans la série d'animation Phinéas et Ferb dans laquelle Musso prête sa voix à Jeremy Johnson, dont la sœur de Phineas, Candice (Ashley Tisdale) a le béguin. En 2008, Musso apparaît aux côtés de Miley Cyrus et Billy Ray Cyrus (ses co-stars dans Hannah Montana) dans la vidéo musicale pour le groupe de musique Metro Station (dans laquelle son frère Mason est membre et Trace Cyrus, qui est membre, est le fils de Billy Ray et le demi-frère de Miley).
Actuellement, Mitchel Musso partage la vedette avec Doc Shaw (La Vie de croisière de Zack et Cody) dans la série Pair of Kings. À cause du tournage de cette série, Musso a dû quitter le casting des rôles principaux d'Hannah Montana Forever, mais cependant, il apparaît dans deux épisodes de Hannah Montana Forever (saison 4 de Hannah Montana).
En 2012, il quitte Paire de rois durant la saison 3 pour consacrer à la musique.

### Comme chanteur
Musso a récemment dit « si un de mes fans devait devenir chanteur ce serait Nicolas Candale alors faites moi plaisir et mettez vous comme fans sur sa page facebook » Mitchel a chanté la chanson If I Didn't Have You avec sa co-star Emily Osment dans Hannah Montana pour la Disneymania 6 CD en 2008 et a chanté la chanson Stand Out pour Disney CD en 2010. Pour les Disney Channel Original Movie 2009, Musso a fait équipe avec sa co-star Tiffany Thornton, de Sonny, pour enregistrer une chanson intitulée Let It Go qui a été utilisé dans l'émission. Les deux ont également travaillé sur un clip pour la chanson qui a été publié à Disney Channel. Musso a également enregistré une chanson intitulée The Girl Can't Help It pour un autre film de Disney Channel Original Movie, Princess Protection Program. Let it Go et The Girl Can't Help It ont été présentées sur l'album Disney Channel Playlist qui a été publié le 23 octobre 2008.
Dans un autre studio, Musso sort son premier album éponyme le 2 juin 2009. Son premier single, The In Crowd, une reprise d'une chanson de John Hampson, dont la première a été sur Radio Disney le 5 décembre 2008. Son deuxième single, Hey, a été libéré le 15 mai 2009 sur Radio Disney avec une vidéo de musique d'accompagnement dont la première sur Disney Channel. Il a également lancé une tournée en tête d'affiche en août, avec KSM, pour son acte d'ouverture. La visite s'est terminée le 24 septembre à la Nouvelle-Orléans, en Louisiane. Le 4 septembre 2010, il a donné un concert gratuit à la Grande-État de New York Foire Chevy Cour. Une semaine plus tard, il a fait un autre spectacle gratuit à la Foire État de l'Utah.

## Filmographie

### Cinéma

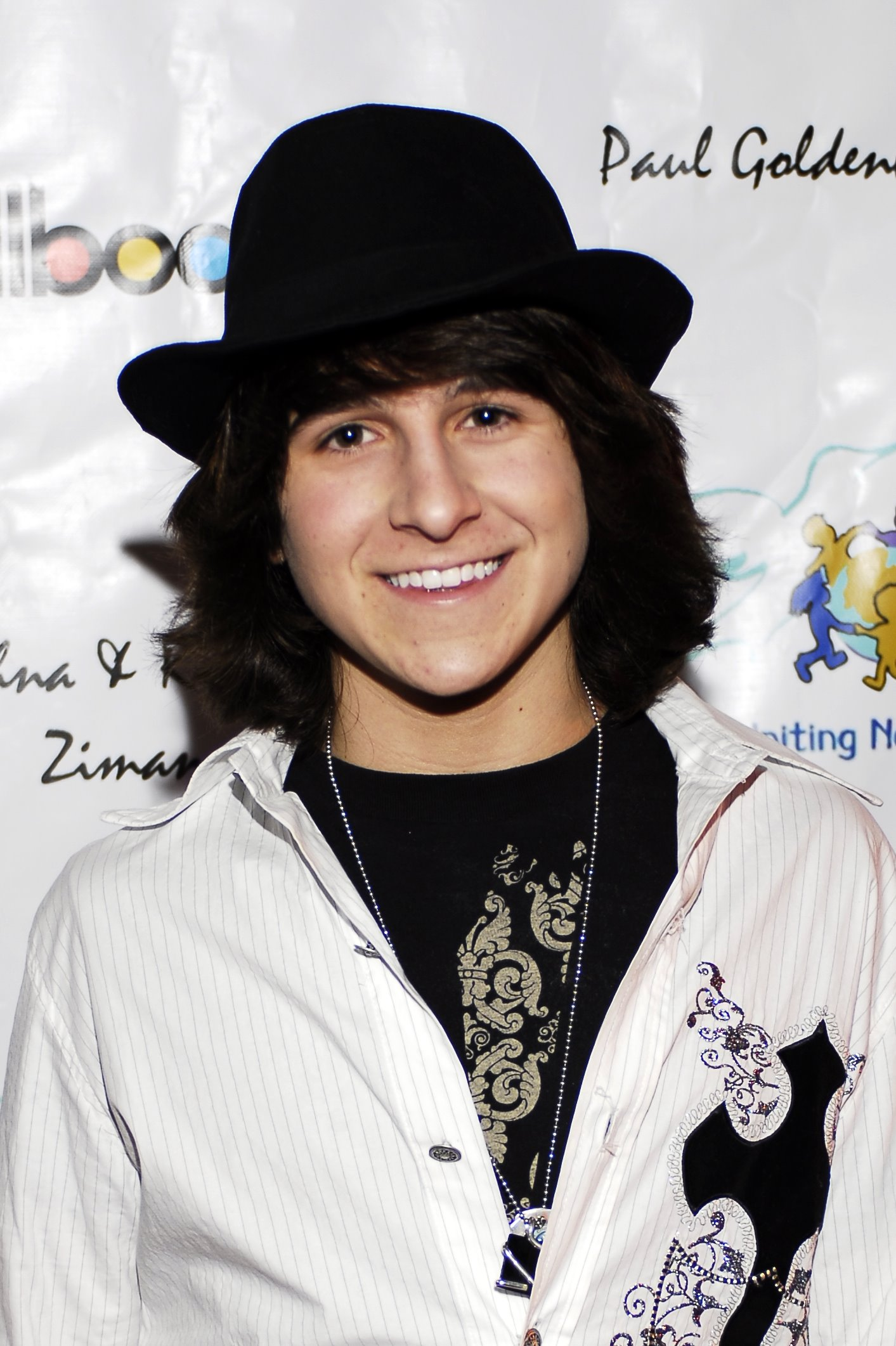
Mitchel Musso en 2007

- 2001 : The Keyman de Daniel Millican : Cub Scout
- 2002 : Am I Cursed ? de Steven Hamilton : Richie (court-métrage)
- 2003 : Le Secret des frères McCann (Secondhand Lions) de Tim McCanlies (en) : un garçon
- 2009 : Hannah Montana, le film (Hannah Montana: The Movie) de Peter Chelsom : Oliver Oken
- 2014 : Sins of Our Youth (en) de Gary Entin : Scott
- 2015 : The Sand (en) de Isaac Gabaeff : Mitch
- 2016 : Characterz (en) de Jon Binkowski : Tucker Ostrowski
- 2018 : Bachelor Lions de Paul Bunch : Zane Daniels

### Télévision
- 2003 : Oliver Beene (en) : One Nad (1 épisode)
- 2005 : Calvin et Tyco (Life is Ruff) (téléfilm) : Raymond Figg
- 2005 : Walker, Texas Ranger (téléfilm) : Josh Whitley
- 2005 : Les Lectures d'une blonde (Stacked) : Owen Dewitt (1 épisode)
- 2006-2011 : Hannah Montana : Oliver Oken
- 2009 : Un costume pour deux (Hatching Pete) (Disney Channel Original Movie) : Cleatus Poole
- 2009 : La Vie de croisière ensorcelante d'Hannah Montana (Wizard on Deck with Hannah Montana) : Oliver Oken
- 2010-2012 : Paire de rois (Pair of Kings) : le roi Brady
- 2011 : Sketches à gogo ! (So Random!) : lui-même
- 2021 : The Rise : Chase Wolfson

### Talk-show
- Disney Channel Games 2006 : lui-même
- Disney Channel Games 2007 : lui-même
- Disney Channel Games 2008 : lui-même
- Disney Channel Games 2011 : lui-même

### Création de voix
- 2005 : Avatar, le dernier maître de l'air (Avatar: The Last Airbender) : Aang (pilote non diffusé)
- 2006 : Monster House : Douglas J. « D.J. » Hartner
- 2006 : Monster House : Douglas J. « D.J. » Hartner (jeu vidéo)
- 2007 : Shorty McShorts' Shorts : Kevin (1 épisode)
- 2007 : Les Rois du Texas (King of the Hill) : Curt
- 2007-2014 : Phinéas et Ferb (Phineas and Ferb) : Jeremy Johnson
- 2009 : Yin Yang Yo! : lui-même (1 épisode)
- 2010 : La Mission de Chien Noël (The Search for Santa Paws) : Chien Noël adulte
- 2011 : Phinéas et Ferb, le film : Voyage dans la 2e dimension (Phineas and Ferb, the Movie: Across the 2d Dimension) : Jeremy Johnson
- 2013 : Phinéas et Ferb : Mission Marvel (Phineas and Ferb: Mission Marvel) : Jeremy Johnson
- 2016-2018 : La Loi de Milo Murphy (Milo Murphy's Law) : Jeremy Johnson, Wally, voix additionnelles
- 2021 : Phinéas et Ferb, le film : Candice face à l'univers (Phineas and Ferb the Movie: Candace Against the Universe) : Jeremy Johnson

## Discographie

### Albums
- 2009 : Mitchel Musso
- 2010 : Brainstorm